# 世界猶太聯盟

世界猶太聯盟（法語：Alliance israélite universelle, AIU；希伯來語：‎；直譯為"環球以色列民族聯盟"）係於1860年所成立的國際猶太人協會，最初設立在法國，戰間期又陸續成立美國猶太委員會、英國猶太協會。

## 歷史
世界猶太聯盟在1860年成立，1863年阿多爾夫·克雷米厄擔任主席、1868年利奧波德·雅瓦爾擔任副主席，專注於猶太解放運動和建立猶太人學校，1943年時由勒內·卡森擔任主席。

## 外部連結
- 世界猶太聯盟